# Concebido en libertad
Concebido en libertad, escrito por Murray Rothbard, es una narración de 5 volúmenes sobre la historia de los Estados Unidos desde el período precolonial hasta la Revolución de las Trece Colonias.

## Breve resumen
En esta obra de casi 1700 páginas, Rothbard afirma que la historia de los Estados Unidos ha estado motivada por la búsqueda de la libertad por parte de la gente, que él cree que está constantemente amenazada por el poder político. Rothbard contrasta sus puntos de vista con los que, según él, son pensadores de derecha que ven la Revolución Americana como un acontecimiento "conservador" y otros pensadores de izquierda que la ven como una especie de levantamiento proto-socialista. En cambio, Rothbard afirma que ve este período como una época de radicalismo libertario.
Rothbard afirmó que los revolucionarios estadounidenses se dividieron en dos campos: el primer campo eran los que querían demoler el aparato estatal del Imperio Británico en las colonias. El otro bando quería mantener el imperio, pero que los estadounidenses lo dirigieran. (El aparato estatal podría definirse como la institución centralizada de la corona, como el ejército, los impuestos, el establecimiento de la iglesia, las regulaciones comerciales y las barreras comerciales, el control del desarrollo de la tierra, la banca, la deuda pública, etc.) El primer campo, opinó Rothbard, fue el campo más libertario y antifederalista asociado con Jefferson y Jackson. El segundo campo fue el campo centralizador más federalista, asociado con Hamilton y más tarde con los Whigs. Sentían que en las manos adecuadas, el poder del Estado centralizado podía servir al interés público, un interés que coincidía perfectamente con sus intereses. El conflicto entre estas dos facciones es otra parte de la comprensión de la revolución, su resultado y sus aspectos conservadores y radicales.

## Creación del libro
Rothbard dijo en una entrevista de 1990:

Después del colapso del Fondo Volker, obtuve una subvención de Lilly Endowment para hacer una historia de los Estados Unidos, en la que trabajé desde 1962 hasta 1966. La idea original era tomar los hechos regulares y hacer una evaluación libertaria de todo. Pero una vez que comencé a trabajar en ello, encontré muchos hechos que habían quedado fuera, como rebeliones fiscales. Así que se hizo más y más largo. Se convirtió en los cinco volúmenes de Concebidos en libertad, que cubren el período colonial hasta la Constitución. No me gusta trazar completamente mi investigación por adelantado. Voy paso a paso y siempre parece que se alarga más de lo previsto. Después de que Arlington House publicó el volumen cuatro, cerraron. El quinto volumen, sobre la Constitución, fue escrito a mano y nadie puede leer mi letra.

Según Lew Rockwell, "de hecho, Murray escribió el quinto volumen, el más revisionista de todos. Lo hizo a mano en blocs de notas amarillos legales y usó una máquina de dictar que le había dado un amigo. Su esposa Joey usaba la grabación para mecanografiar el manuscrito." Rockwell dice que "el quinto volumen completa el gran trabajo de Murray, perdido durante décadas, pero tan relevante como el día en que lo terminó".

## Contenido de los primeros cuatro volúmenes
- El Volumen Uno cubre el descubrimiento de América y las colonias en el siglo XVII (531 páginas, incluido el índice).

- - Todo el texto del volumen uno en formato PDF (inglés) Archivado el 16 de diciembre de 2014 en Wayback Machine.
  - Audiolibro en inglés del volumen uno

- El volumen dos cubre el período de "negligencia saludable" en la primera mitad del siglo XVIII (294 páginas, incluido el índice).

- - Todo el texto del volumen dos en formato PDF (inglés) Archivado el 16 de diciembre de 2014 en Wayback Machine.
  - Audiolibro en inglés del volumen dos

- El volumen tres cubre el avance a la revolución, desde 1760-1775 (373 páginas, incluido el índice).
  - todo el texto del volumen tres en formato PDF (inglés) Archivado el 16 de diciembre de 2014 en Wayback Machine.
  - Audiolibro en inglés del volumen tres

- El Volumen Cuatro cubre la historia política, militar e ideológica de la Revolución Americana y después (470 pages, including index).
  - Full text of Volume Four in pdf format Archivado el 16 de diciembre de 2014 en Wayback Machine.
  - Audiolibro en inglés del volumen cuatro

## Reseñas
- Conceived in Liberty book listing, incluida una cita de la reseña de Laissez-Faire Books, Mises Daily en Ludwig von Mises Institute, 10 de enero , 2000.

- Robert Klassen, Conceived in Liberty Review, Lewrockwell.com, 8 de agosto de 2002.

- David Gordon, A Rothbardian View of American History, Mises Daily en Ludwig von Mises Institute, 11 de mayo de 2007.

## Historial de publicaciones
En España la editorial Innisfree ya ha traducido y publicado los 3 primeros volúmenes en castellano.
- Auburn, Alabama: Ludwig von Mises Institute, 15 de enero de 2000. Hardcover. 1668 páginas. ISBN 0-945466-26-9.
- Liberty Tree Press, septiembre de 1989. Paperback. ISBN 0-945999-23-2.
- New Rochelle, N.Y.: Arlington House Publishers:
  - Volume I. 1975. ISBN 0-87000-262-7.
  - Volume II. 1975. ISBN 0-87000-316-X.
  - Volume III. 1976. ISBN 0-87000-343-7.
  - Volume IV. 1979. ISBN 0-87000-352-6.